# دارین حمزه
دارین حمزه (زاده ۲۱ سپتامبر ۱۹۸۰) یک بازیگر زن لبنانی است. او برای بازی در فیلم کتاب قانون نامزد دریافت جایزه بهترین بازیگر نقش اول زن از جشن خانه سینمای سال ۱۳۸۷ شد.
دارین حمزه دارای مدرک کارشناسی ارشد هنرهای رسانه‌ای از دانشگاه وست مینستر است. او در فیلم‌های ایرانی، تولدی دیگر، کتاب قانون، سی و سه روز و شکارچی شنبه ایفای نقش کرده‌است.
وی برای اولین بار در سال ۱۳۸۷ به ایران برای بازی در فیلم کتاب قانون سفر کرد. او در کتاب قانون ساخته مازیار میری با پرویز پرستویی هم بازی شد و برای اولین بار فارسی حرف زد و نقش ژولیت/آمنه را برعهده داشت.
او در مجموعه تلویزیونی سوری الدوامه نیز بازی کرده‌است.

## اظهارات در مورد حضور در ایران
اخیراً در مصاحبه‌ای جنجالی به MTV لبنان گفت: وقتی رفتم فکر می‌کردم آن‌ها (ایرانیان) در داخل خانه هم حجاب می‌پوشند، منم حجاب پوشیدم، بالاخره نظام اسلامی است نه مثل ما. ولی من فکر می‌کردم نظام اسلامی‌اشان مثل کشورهای عربی است، نمی‌دانستم آنها فرق می‌کنند. کارگردان من را برای شام به خانه‌اش دعوت کرد و غذای ایرانی خوشمزه برایم درست کردند. منم با حجاب کامل از بالا تا پایین آنجا رفتم. ولی دیدم زن کارگردان لباس کوتاه پوشیده و همه بی‌حجاب و عادی انگار که اینجاست، موسیقی و مشروب و همه چی بود. در داخل خانه هر دلشان می‌خواهند می‌پوشند، حکومت به داخل خانه‌ها کاری ندارد. در کل مهمانی من تنها مثل پیرزن‌ها لباس پوشیده بودم و آنها همه لخت بودند.

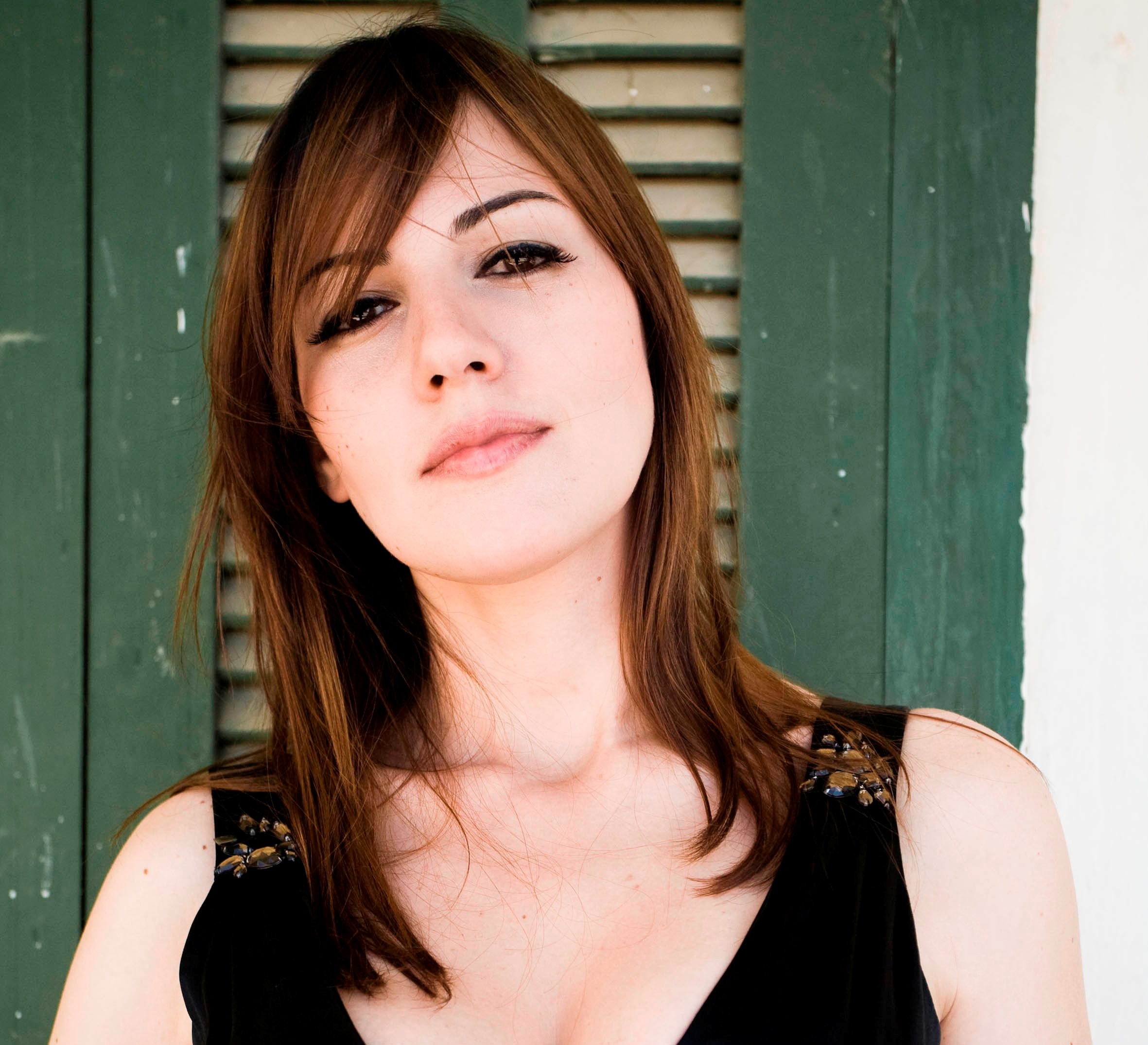
دارین حمزه

## فیلم‌شناسی

### سینمایی
- تولدی دیگر، سینمای ایران (۱۳۸۶)
- کتاب قانون، سینمای ایران (۱۳۸۷)
- سی و سه روز، سینمای ایران (۱۳۸۹)
- شکارچی شنبه، سینمای ایران (۲۰۱۱/۱۳۹۰)
- هتل بیروت (۲۰۱۱)
- فرشتگان قصاب، سینمای ایران (۱۳۹۱)